# Batalha Naval do Riachuelo
A Batalha Naval do Riachuelo, ou simplesmente Batalha do Riachuelo, travou-se a 11 de junho de 1865 às margens do arroio Riachuelo, um afluente do rio Paraná, na província de Corrientes, na Argentina. Foi evento decisivo e vitorioso, o marco da vitória brasileira na guerra sendo considerada pelos historiadores militares como uma das mais importantes batalhas da Guerra do Paraguai (1864-1870).
A data da batalha e definida como data magna da Marinha do Brasil.

## O cenário
A bacia do rio da Prata era estratégica para as comunicações entre o Oceano Atlântico e os contrafortes orientais da Cordilheira dos Andes. O transporte de pessoas, animais e de mercadorias era feito pelos rios, uma vez que quase não havia estradas até à segunda metade do século XX. O país que controlasse a navegação de seus rios, mas principalmente a sua foz, controlaria o interior do território e a sua economia.
O Paraguai não tinha uma saída direta para o mar, uma vez que a bacia estava em mãos da Argentina e do Uruguai, este último em constante disputa entre os interesses da República Argentina e do Império do Brasil. Por essa razão, as fortificações mais importantes do Paraguai tinham sido erguidas nas margens do baixo curso do rio Paraguai.
No início do conflito, as tropas paraguaias já haviam ocupado áreas da então Província do Mato Grosso (atual Estado do Mato Grosso do Sul), no Império do Brasil, e da República da Argentina. Se vencessem a batalha do Riachuelo, poderiam navegar livremente pelo rio Paraguai, descer o rio Paraná, conquistar Montevidéu no Uruguai e, de lá, ocupar a então Província do Rio Grande do Sul. Formar-se-ia assim o Grande Paraguai, que se abriria ao comércio atlântico com as demais nações.

## Antecedentes da batalha

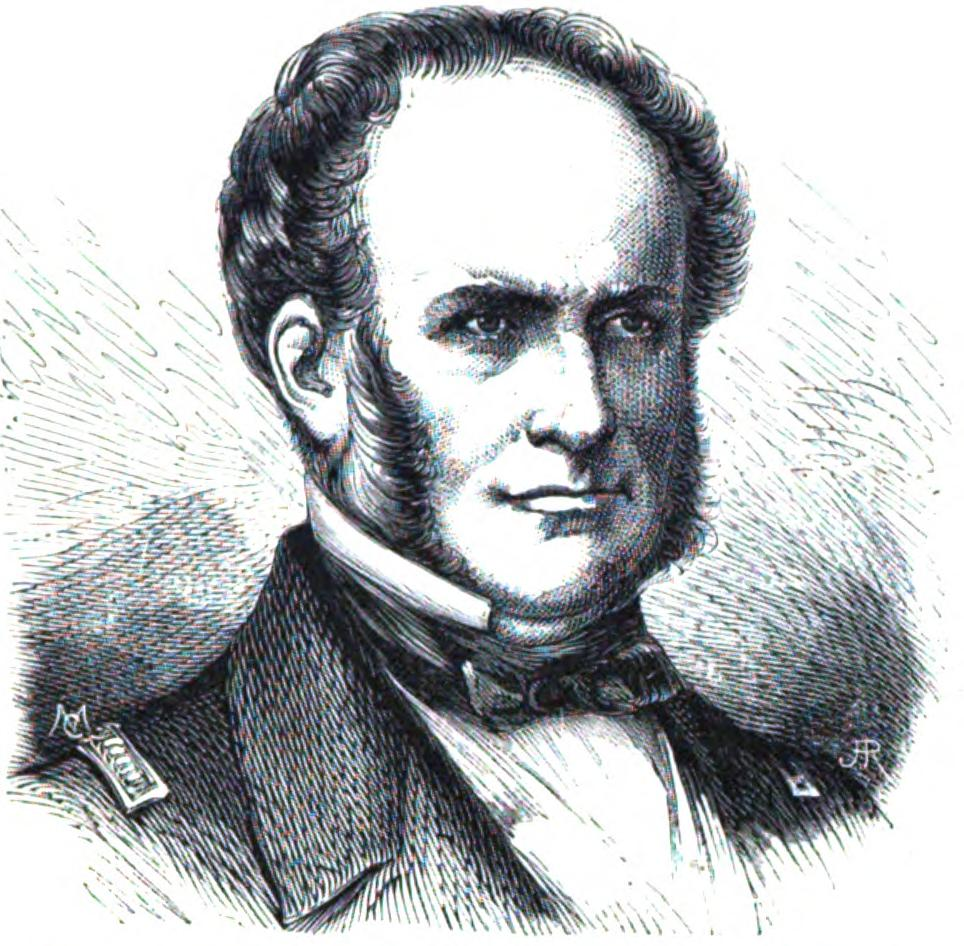
Almirante Joaquim Marques Lisboa, o Marquês de Tamandaré.

Coube ao Almirante Joaquim Marques Lisboa, Visconde de Tamandaré, depois Marquês de Tamandaré, o comando das Forças Navais do Brasil em Operações de Guerra contra o Governo do Paraguai. A Marinha do Brasil representava praticamente a totalidade do Poder Naval presente no teatro de operações. O Comando-Geral dos Exércitos Aliados era exercido pelo Presidente da República da Argentina, General Bartolomeu Mitre. As Forças Navais do Brasil não estavam subordinadas a ele, de acordo com o Tratado da Tríplice Aliança. A estratégia naval adotada pelos aliados foi o bloqueio. Os rios Paraná e Paraguai eram as artérias de comunicação com o Paraguai. As Forças Navais do Brasil foram organizadas em três Divisões - uma permaneceu no Rio da Prata e as outras duas subiram o Rio Paraná para efetivar o bloqueio.
Com o avanço das tropas paraguaias ao longo da margem esquerda do Paraná, na Província de Corrientes, Tamandaré resolveu designar seu Chefe do Estado-Maior o Chefe de Divisão (posto que correspondia a comodoro, ou almirante de uma estrela em outras Marinhas) Francisco Manuel Barroso da Silva, para comandar a força naval que estava rio acima. Barroso partiu de Montevidéu em 28 de abril de 1865, na Fragata Amazonas, e se juntou à força naval em Bela Vista. A primeira missão de Barroso foi um ataque à cidade de Corrientes, que estava ocupada pelos paraguaios. O desembarque ocorreu, com bom êxito, em 25 de maio. Não era possível manter a posse dessa cidade na retaguarda das tropas invasoras e foi preciso, logo depois, evacuá-la, mas o ataque deteve o avanço paraguaio para o sul, ao longo do Rio Paraná. Ficou evidente que a presença da força naval brasileira deixaria o flanco dos invasores sempre muito vulnerável. Era necessário destruí-la, e isso motivou Solano López a planejar a ação que levaria à Batalha Naval do Riachuelo.

## Os combatentes
A esquadra paraguaia, partindo de Humaitá na noite de 10, devia regular a sua marcha de modo a atingir a esquadra brasileira nas primeiras horas da madrugada de 11 de junho. Cada um dos navios paraguaios devia abordar um dos navios brasileiros. Se algum destes conseguisse repelir a abordagem, teria a sua retirada cortada por uma bateria previamente assestada no barranco sobre o canal Riachuelo, duas léguas abaixo da cidade de Corrientes. Ide e trazei-me os navios brasileiros! foram as palavras de Lopes quando terminou a proclamação que dirigiu à sua esquadra no momento da partida de Humaitá. A distância poderia ser percorrida em cinco ou seis horas, mas uma avaria no vapor Iberá não permitiu efetuar a surpresa antes do romper do dia, e só às 9 horas as duas esquadras se avistaram.

### Império do Brasil
A Força Naval Brasileira que bloqueava o rio Paraná estava fundeada ao lado do Chaco, a 25 km ao sul de Corrientes e fronteiro a um monumento denominado A Coluna, ereto na margem esquerda do rio. Era composta de 11 navios, mas no dia da batalha contava só com 9; outros dois: as canhoneiras Itajái e Ivaí encontravam-se destacadas em ponto distante rio abaixo. A força era formada pela 2ª e 3ª Divisões da Esquadra. A frota composta de nove navios de guerra estava armada com 59 bocas de fogo, levando a bordo 1 113 fuzileiros navais e 1 174 soldados do Exército Imperial. Somavam um total de 2 287 homens. Seu comandante em chefe era o Almirante Francisco Manuel Barroso da Silva.

### 2ª Divisão Naval: Chefe de Divisão Almirante Francisco Manuel Barroso da Silva

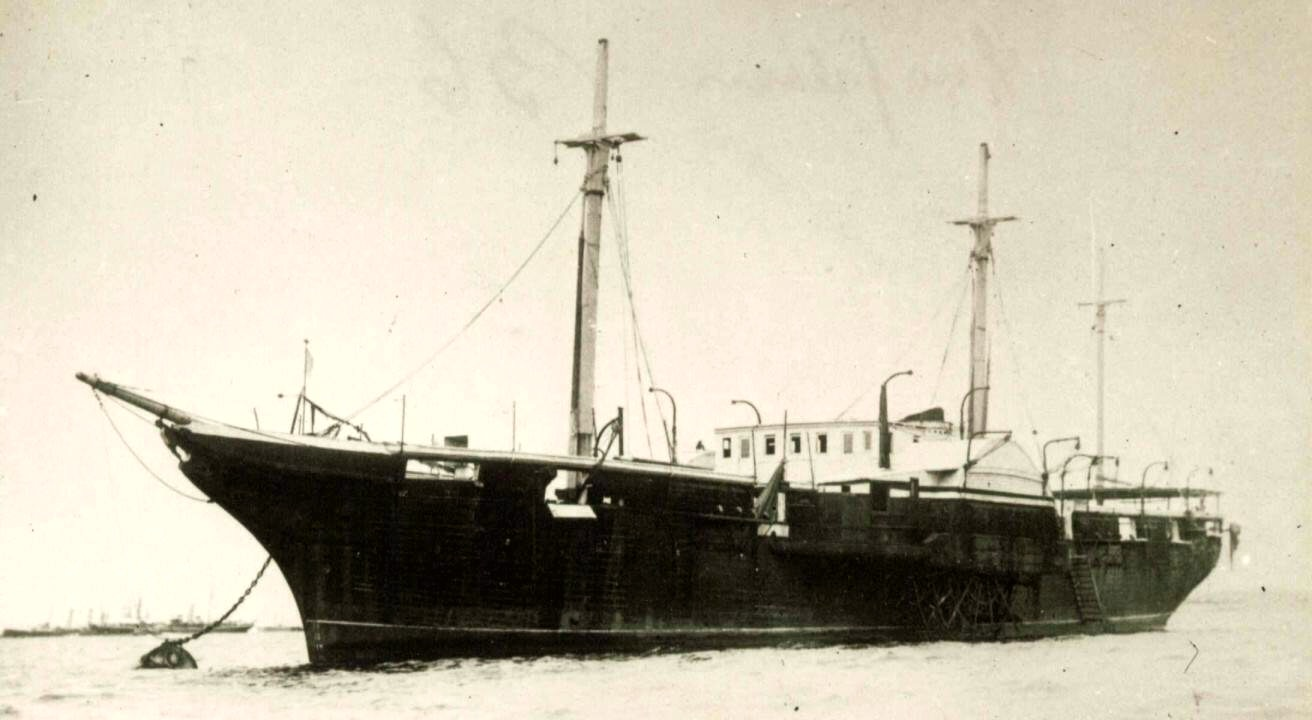
Fragata a vapor Amazonas (1852-1897) da Marinha do Brasil
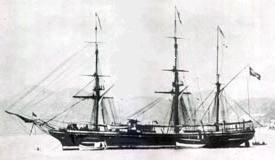
Corveta Parnaíba (1858-1865) destruída nas batalhas de 1865
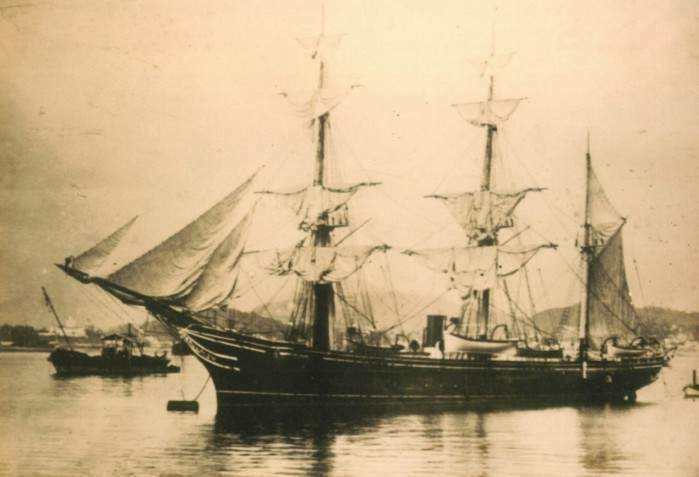
Canhoeira Araguari (1858-1882) na Baía da Guanabara

| Navio                          | Casco             | Ton.   | Poder de fogo               | Potência | Notas                               | Comandante                                             |
| ------------------------------ | ----------------- | ------ | --------------------------- | -------- | ----------------------------------- | ------------------------------------------------------ |
| 1 Fragata Amazonas (Capitânia) | Aço Couraçado     | 1050 t | 6 (1 70 £ e 5 68 £)         | 300 cv   |                                     | Capitão de Fragata Teotônio Raimundo de Brito          |
| 2 Corveta Parnaíba             | Madeira Couraçado | 637 t  | 7 (1 70 £, 2 68 £ e 4 32 £) | 120 cv   | Encalhada. Foi Seriamente avariada. | Capitão-Tenente Aurélio Garcindo Fernandes de Sá       |
| 3 Canhoeira Mearim             | Madeira Couraçado | 415 t  | 7 (3 68 £ e 4 32 £)         | 100 cv   | Alarmou a Armada Imperial           | Primeiro-Tenente de Marinha Elisiário José Barbosa     |
| 4 Canhoeira Araguari           | Madeira Couraçado | 400 t  | 5 (3 68 £ e 2 32 £)         | 80 cv    |                                     | Primeiro-Tenente de Marinha Antônio Luís von Hoonholtz |
| 5 Canhoeira Iguatemi           | Madeira           | 400 t  | 5 (3 68 £ e 2 32 £)         | 80 cv    |                                     | Primeiro-Tenente de Marinha Justino José de Macedo     |

### 3ª Divisão Naval: Comandante Capitão de Mar e Guerra José Secundino de Gomensoro
| Navio                   | Casco         | Ton.  | Poder de fogo               | Potência | Notas                                            | Comandante                                             |
| ----------------------- | ------------- | ----- | --------------------------- | -------- | ------------------------------------------------ | ------------------------------------------------------ |
| 6 Corveta Jequitinhonha | Madeira       | 637 t | 7 (2 68 £ e 5 32 £)         | 130 cv   | Encalhada. Destruída em combate no dia seguinte. | Capitão-Tenente Joaquim José Pinto                     |
| 7 Corveta Belmonte      | Aço Couraçado | 602 t | 8 (1 70 £, 3 68 £ e 4 32 £) | 120 cv   | Encalhada. Foi Seriamente avariada.              | Primeiro-Tenente de Marinha Joaquim Francisco de Abreu |
| 8 Canhoeira Beberibe    | Madeira       | 560 t | 7 (1 68 £ e 6 32 £)         | 130 cv   |                                                  | Capitão-Tenente Joaquim Bonifáco de Santana            |
| 9 Canhoeira Ipiranga    | Madeira       | 325 t | 7 (7 30 £)                  | 70 cv    |                                                  | Primeiro-Tenente de Marinha Álvaro Augusto de Carvalho |

### República do Paraguai
A marinha paraguaia era composta de 8 navios armados com 38 bocas de fogo, contando ainda com sete baterias flutuantes "chatas" comandadas por tenentes de artilharia, montando cada uma um canhão de 68 libras. Estas "chatas" eram rebocadas ao campo de batalha por um navio à exceção do "Salto Oriental" Entre a tripulação figuravam 400 marinheiros entre os oito navios e outros 72 a bordo das chatas. Somando 472 marinheiros que foram agregados com quinhentos combatentes do 6º Batalhão de Infantaria a bordo. A esquadra guarani era comandada pelo Comodoro Pedro Ignácio Mezza. Foram posicionadas nas barrancas da Foz do Riachuelo 22 peças de artilharia e duas baterias à "Congreve" com 1 200 atiradores do exército paraguaio que estavam posicionados em terra, comandados pelo Tenente-Coronel José María Bruguez. Dois outros navios da esquadra paraguaia não participaram do combate e ficaram fundeados águas acima do rio em razão de avarias, o Vapor Paraná, comandante Gutierres e o Vapor Yberá, sob comando do Tenente Pedro Victorino Gill, tivera problemas mecânicos e atrasou a chegada da frota paraguaia ao campo de batalha.
| Navio                         | Casco   | Ton.  | Poder de fogo       | Potência | Notas                                                         | Comandante                                 |
| ----------------------------- | ------- | ----- | ------------------- | -------- | ------------------------------------------------------------- | ------------------------------------------ |
| 1 Corveta Tacuarí (Capitânea) | Aço     | 730 t | 8 (2 68 £ e 6 32 £) | 130 cv   |                                                               | Comodoro Pedro Ignácio Meza                |
| 2 Corveta Paraguarí           | Aço     | 627 t | 8 (2 68 £ e 6 32 £) | 120 cv   | Afundou em combate.                                           | Primeiro-Tenente de Marinha José M. Alonso |
| 3 Vapor Ygureí                | Madeira | 548 t | 7 (3 68 £ e 4 32 £) | 130 cv   |                                                               | Capitão de Corveta Remigio Cabral          |
| 4 Vapor Marquês de Olinda     | Madeira | 300 t | 4 (4 18 £)          | 80 cv    | Neutralizado em combate e abordado. Posteriormente destruído. | Tenente de Navio Ezequiel Robles           |
| 5 Vapor Salto Oriental        | Madeira | 255 t | 4 (4 18 £)          | 70 cv    | Afundou em combate.                                           | Alferes de Marinha Vicente Alcaraz         |
| 6 Vapor Yporá                 | Madeira | 226 t | 4 (4 32 £)          | 80 cv    |                                                               | Capitão de Fragata Domingo Antônio Ortíz   |
| 7 Vapor Jejuy                 | Madeira | 120 t | 3 (3 18 £)          | 60 cv    | Afundou em combate.                                           | Tenente de Marinha Aniceto López           |
| 8 Vapor Pirabebé              | Ferro   | 150 t | 1 (1 8 £)           | 60 cv    | Canhões ficaram indisponíveis.                                | Tenente de Marinha Toribio Pereira         |
| 9 Vapor Rangel                | Madeira | 90 t  | Desarmado           | 50 cv    | Rebocado para ser utilizado como navio transporte             | Primeiro-Tenente Pedro Victorino Gill      |

## A batalha
Na manhã de 11 de junho de 1865, domingo da Santíssima Trindade, por volta das 8h30m. após ter sido arriado o sinal de rancho, preparam-se as toldas do Amazonas e do Jequitinhonha para a celebração da Missa. Perto das 9h00m. a canhoneira Mearim, navio de vanguarda e de prontidão avançada, iça o sinal de Inimigo à vista, e logo após outro sinal: os navios avistados são em número de oito.. Barroso, a bordo da Fragata Amazonas, faz o primeiro sinal Preparar para o combate e depois Safa geral, Despertar os fogos das máquinas e a seguir: Suspender ou largar amarras por arinques e boias, ou até por mão, como melhor convier. 

### A primeira carga
Às 9h 25 min, a esquadra brasileira está na formação em escarpa voltada águas acima. Barroso iça o sinal O Brasil espera que cada um cumpra o seu dever, seguido de outro, com instruções de combate: Atacar e destruir o inimigo o mais de perto que puder. Os paraguaios descem o rio, perfilham-se com a esquadra brasileira, trocam-se tiros, duas chatas paraguaias são afundadas e um terceira avariada; o Jejuí, também atingido e seriamente avariado, vai abrigar-se na beira do Riachuelo para reparos. A esquadra paraguaia desce o rio, faz a volta um pouco abaixo do Riachuelo, torna águas acima e encosta-se na curva do Riachuelo a jusante das suas baterias de terra; as chatas, fundeadas e preparadas, aguardam a resposta brasileira. Descendo, a frota paraguaia se estira ao longo e perto da margem esquerda do Paraná, entre a boca do Riachuelo e a saliência do Rincão de La Graña, a jusante dos 22 canhões inimigos assestados em terra.

### A segunda carga
Às 10h50m - A esquadra brasileira começa a se mover águas abaixo na direção dos paraguaios, a Amazonas repete o sinal Atacar e destruir o inimigo o mais perto que puder. A Corveta Belmonte vai a frente e abre fogo às 11h20m, sofre com o fogo combinado dos navios e das baterias de terra, é fortemente fustigada, a água lhe invade o porão. Comunica à capitânia que as bombas não dão vazão e faz contramarcha, dirige-se ao banco mais próximo, na ilha Cabral e aí encalha para não ir a pique e se recuperar.
11h25m - A Amazonas investe na vanguarda e abre fogo contra as baterias inimigas e recebe a resposta a bala e metralha. Segue-lhe a Beberibe às 11h40m. abre fogo, seguem-lhe a Mearim pelo canal e a Araguari, esta repele uma tentativa de abordagem dos inimigos Taquari, Marquês de Olinda e Paraguari. Às 11h50m A Ipiranga investe pelo canal trocando tiros com a linha inimiga e consegue atravessar. Às 12h10m a esquadra brasileira concluíra a primeira passagem águas abaixo.
De 12h05m às 13h. A Jequitinhonha, segundo maior navio da esquadra do Brasil, encalha antes de passar pelo canal, a pouca distância das baterias de terra do Cel. Bruguez, é atacada com vigor pela artilharia das barrancas e responde a altura com os canhões de bombordo, mas não pode mover-se, ainda assim consegue repelir a tentativa paraguaia de abordagem simultânea pela Taquari, do Marques de Olinda' e da Paraguari. A Parnaíba deixa a formação e vai águas acima em socorro da Jequitinhonha, bate o leme num banco e depois é atingida no leme; o comandante tenta governá-la só com as velas, mas vêm em sua direção o vapor Paraguari pela proa, o Taquari por bombordo e o Salto por estibordo. A situação da esquadra brasileira nesta hora é crítica: A Belmonte e a Jequitinhonha encalhadas fora de combate e a Parnaíba sofre a abordagem e a bandeira brasileira no navio é arriada.
A luta pela Parnaíba
|                             |  |  |
| Greenhalgh e Marcílio Dias. |  |  |

Deu-se voz de preparar para abordagem, o comandante mandou tocar a máquina a toda força e foi sobre o Paraguari, este abriu-se quase ao meio, viu-se perdido e só teve tempo de buscar a praia e a tripulação o abandonou. No entanto a capitânia Taquari, o Salto e logo depois pela popa o Marques de Olinda realizaram a abordagem. Os paraguaios em luta corpo a corpo tomam o navio desde a popa até o mastro grande, nesta luta sobressaem do lado dos brasileiros o Guarda-Marinha João Guilherme Greenhalgh, o Imperial Marinheiro Marcílio Dias, o Capitão do 9º Batalhão de Infantaria Pedro Afonso Ferreira e o Tenente do mesmo batalhão Feliciano Inácio Andrade Maia mortos na defesa da embarcação e da bandeira. A bandeira brasileira é arriada pelos paraguaios. São 575 os atacantes e 263 os defensores. O comandante da Parnaíba dá ordens de incendiar o paiol de pólvora para que a embarcação não caia em mãos do inimigo. A luta dura uma hora, a esquadra brasileira, a Araguari e a Beberibe fazem águas acima e vêm em seu socorro, neste momento os navios paraguaios abandonam o costado da Parnaíba.

### A terceira carga
14h00m. A batalha está na fase mais crítica e indecisa. A Amazonas, tendo descido o rio e completado a volta, investe águas acima e sinaliza sustentar o fogo que vitória é nossa e, por ordens de Barroso, joga a proa contra o casco do Jejuí e o põe ao fundo, a seguir joga a proa contra uma das Chatas paraguaias e a afunda. Livre da abordagem, a Parnaíba iça novamente a bandeira brasileira. A fragata Amazonas avistando o Salto parado repetiu a manobra afundando-o, a manobra se repete mais uma vez contra o Marques de Olinda que atingido pela proa da Amazonas desce o rio desgovernado à deriva para encalhar mais abaixo. A esquadra paraguaia perde 4 embarcações e 4 chatas, o restante surpreendido pela manobra foge em retirada rio acima perseguida pela Beberibe e pela Araguari que os fustiga com os seus canhões até se distanciarem. Às 17h30m a batalha está terminada, com clara vitória da esquadra comandada por Barroso. A Belmonte se acha alagada e inutilizada e a Jequitinhonha encalhada.
A vitória foi decisiva para a Tríplice Aliança, que passou a controlar, a partir de então, os rios da bacia platina até à fronteira com o Paraguai, garantindo todo o apoio logístico às forças de terra e bloqueando qualquer ajuda ou contato de López com o exterior.

## Ordens
Ficaram famosas na História Militar Brasileira as mensagens transmitidas às embarcações brasileiras pelo Almirante Barroso, através da sinalização de bandeiras:
- "O Brasil espera que cada um cumpra o seu dever!"[8]
- "Sustentar o fogo, que a vitória é nossa!"[8]

## Galeria

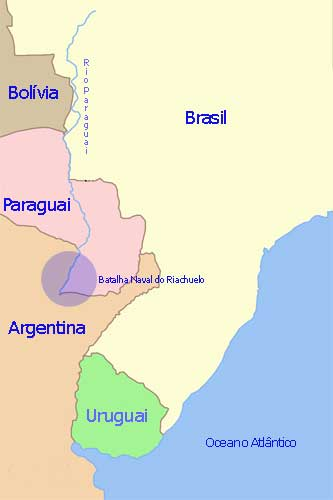
Local batalha do Riachuelo.
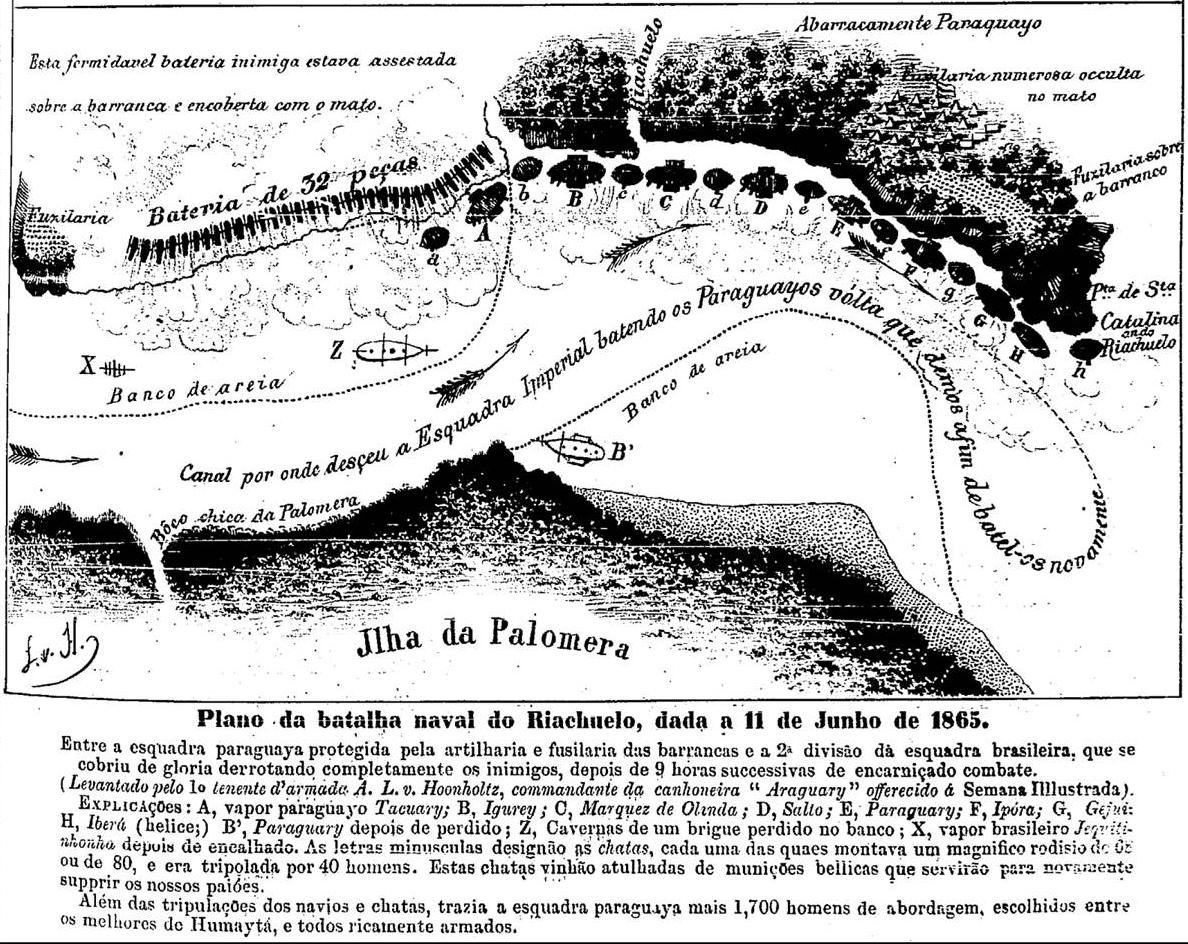
Plano da batalha naval do Riachuelo (por Antônio Luís von Hoonholtz, publicado em Semana Ilustrada, 1865).
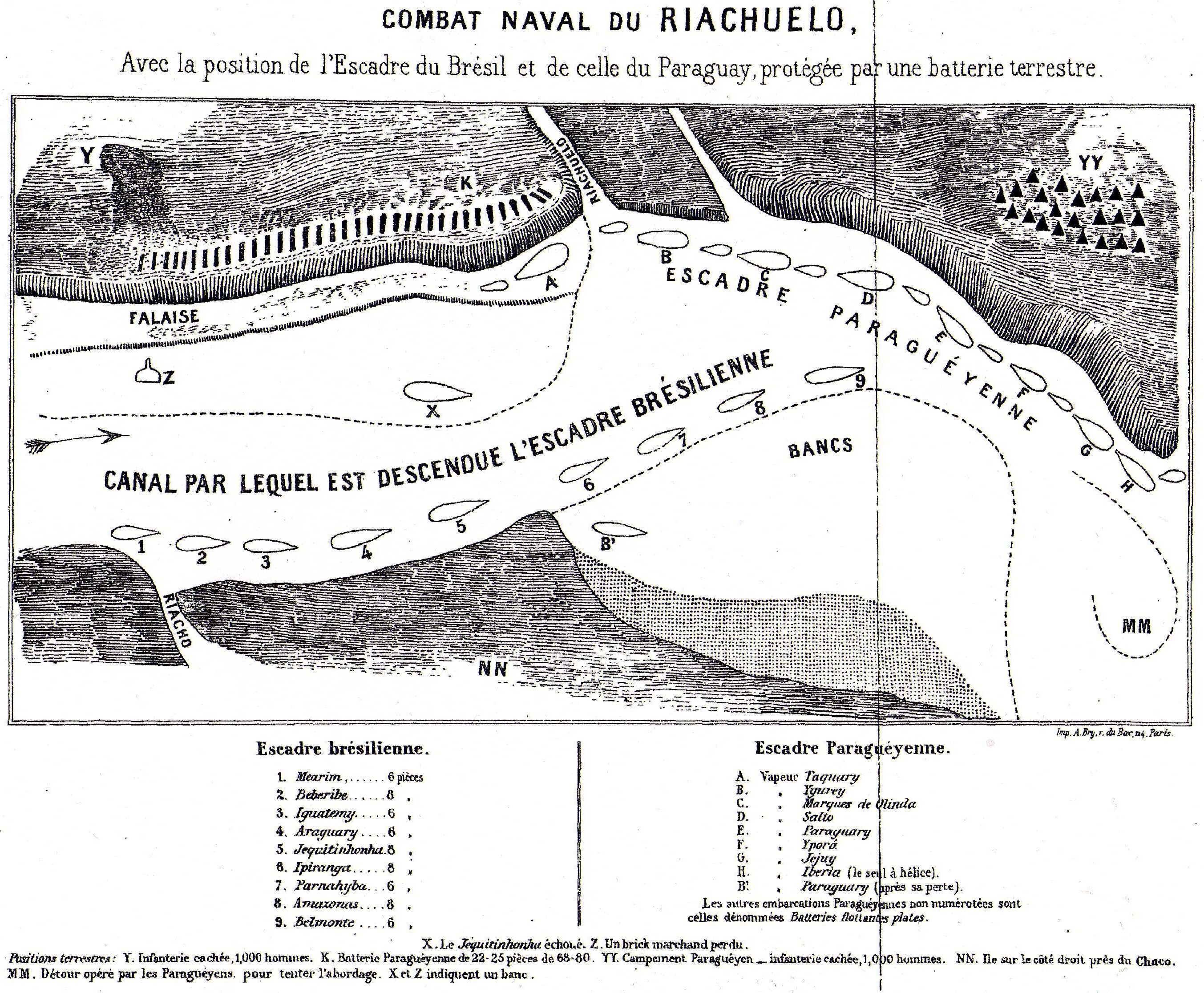
Plano da batalha naval do Riachuelo em francês (Revue maritime et coloniale, tomo 15, 1865).
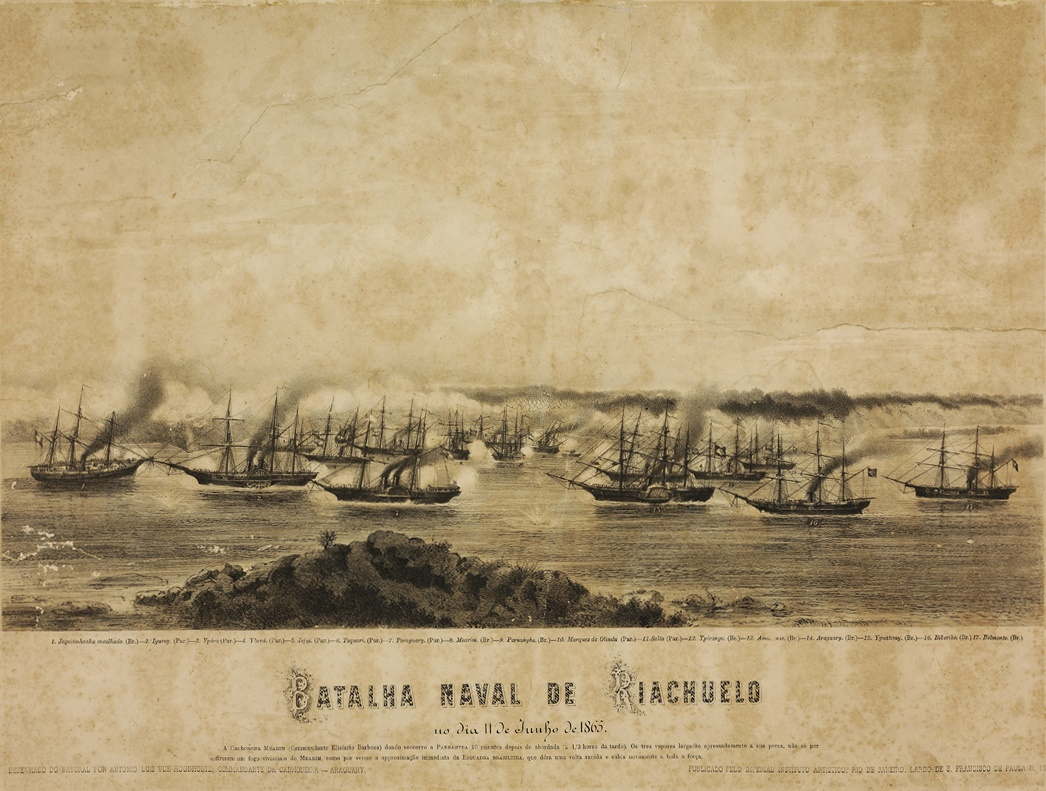
Gravura mostrando um aspecto da Batalha Naval do Riachuelo: A canhoneira Mearim (Comandante Elisiário Barbosa) dando socorro ao Parnaíba 10 minutos depois de abordada (14h30min).
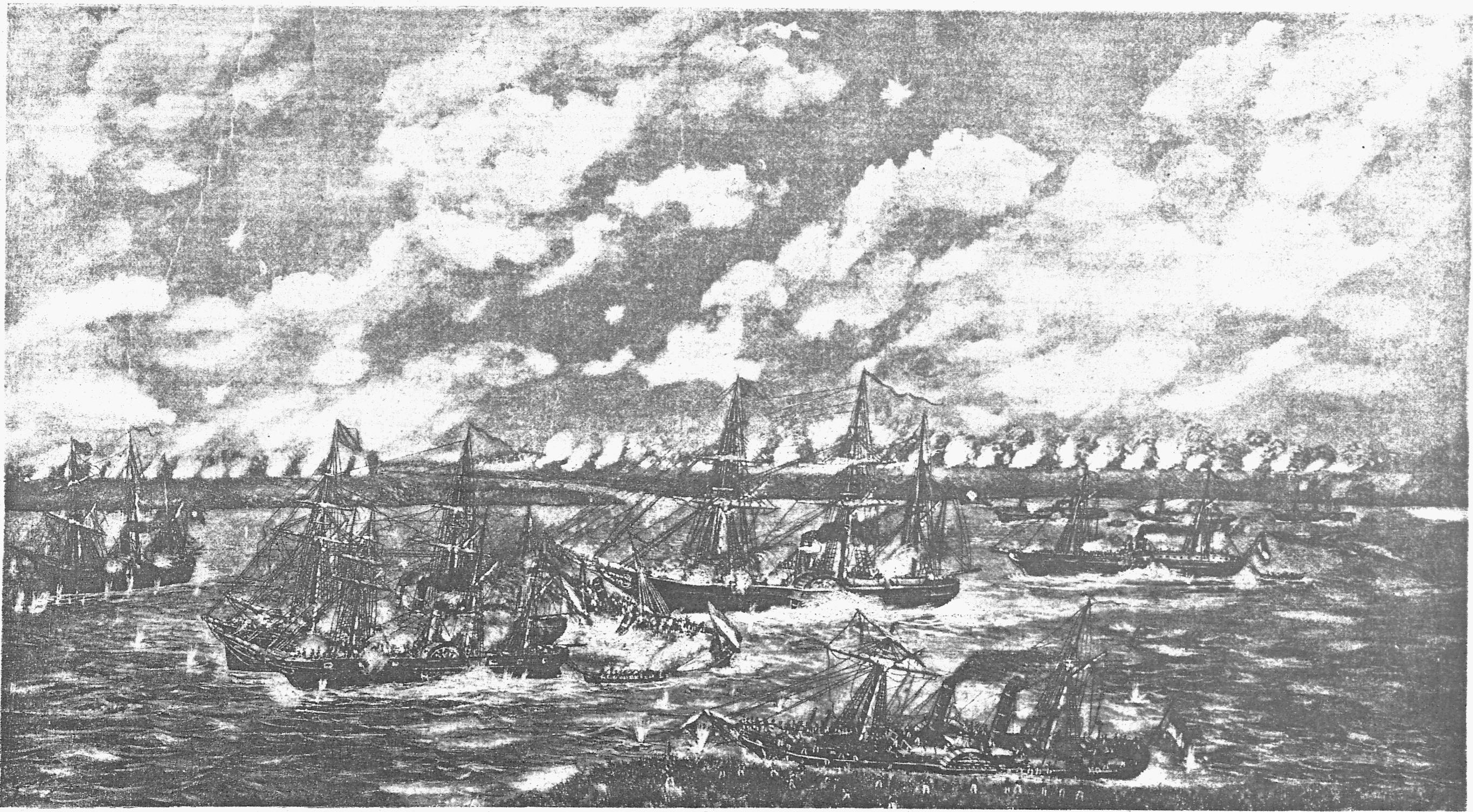
Combate do Riachuelo.
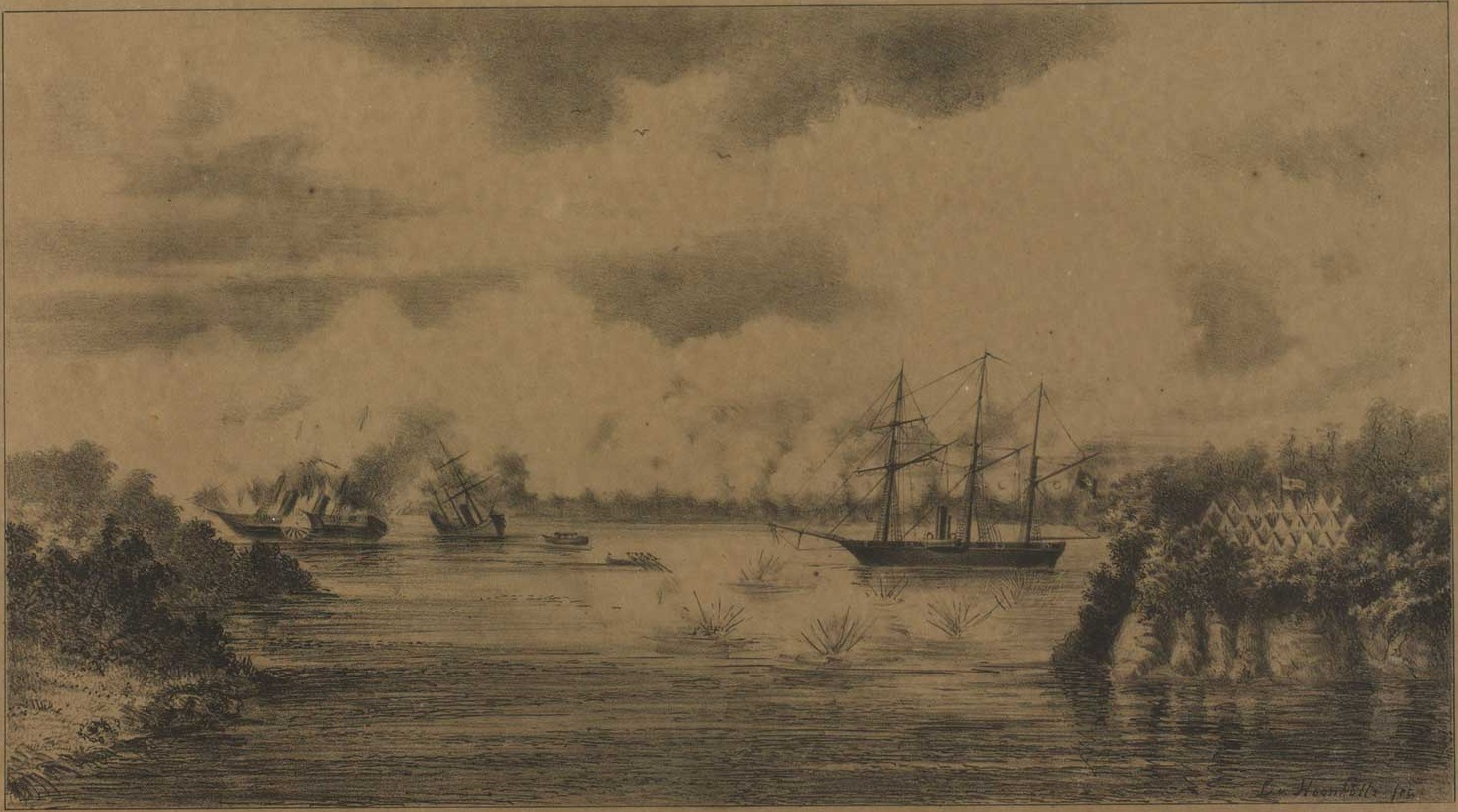
A canhoneira Araguari (comandante Hoonholtz) incendiando o vapor inimigo Paraguarí debaixo do fogo das baterias paraguaias do Riachuelo (Suplemento da Semana Ilustrada.).
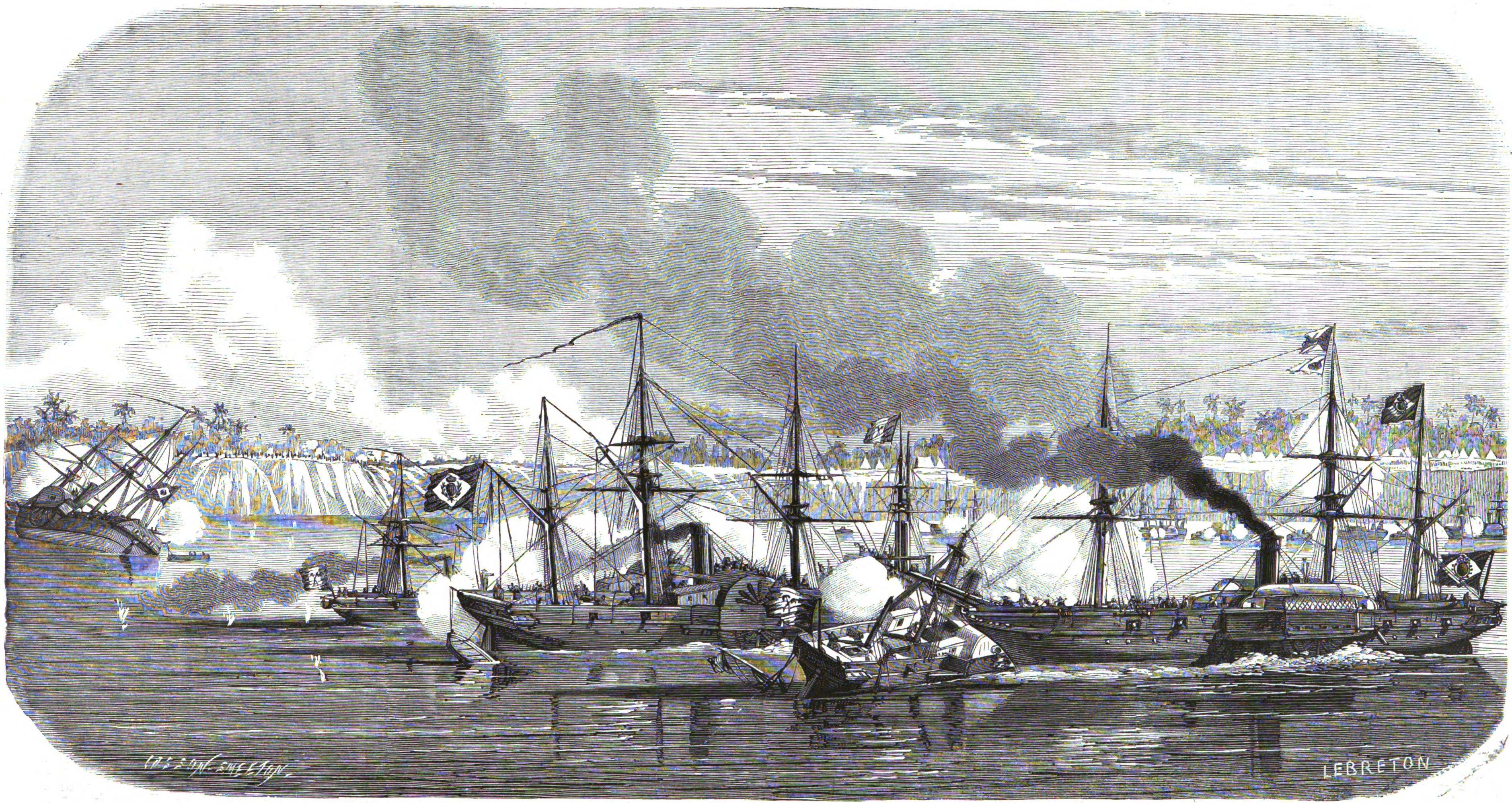
Batalha do Riachuelo (gravura de Cosson-Smeeton e Lebreton, a partir de um desenho de Félix Vogeli, publicada em L'Illustration, 1865.)
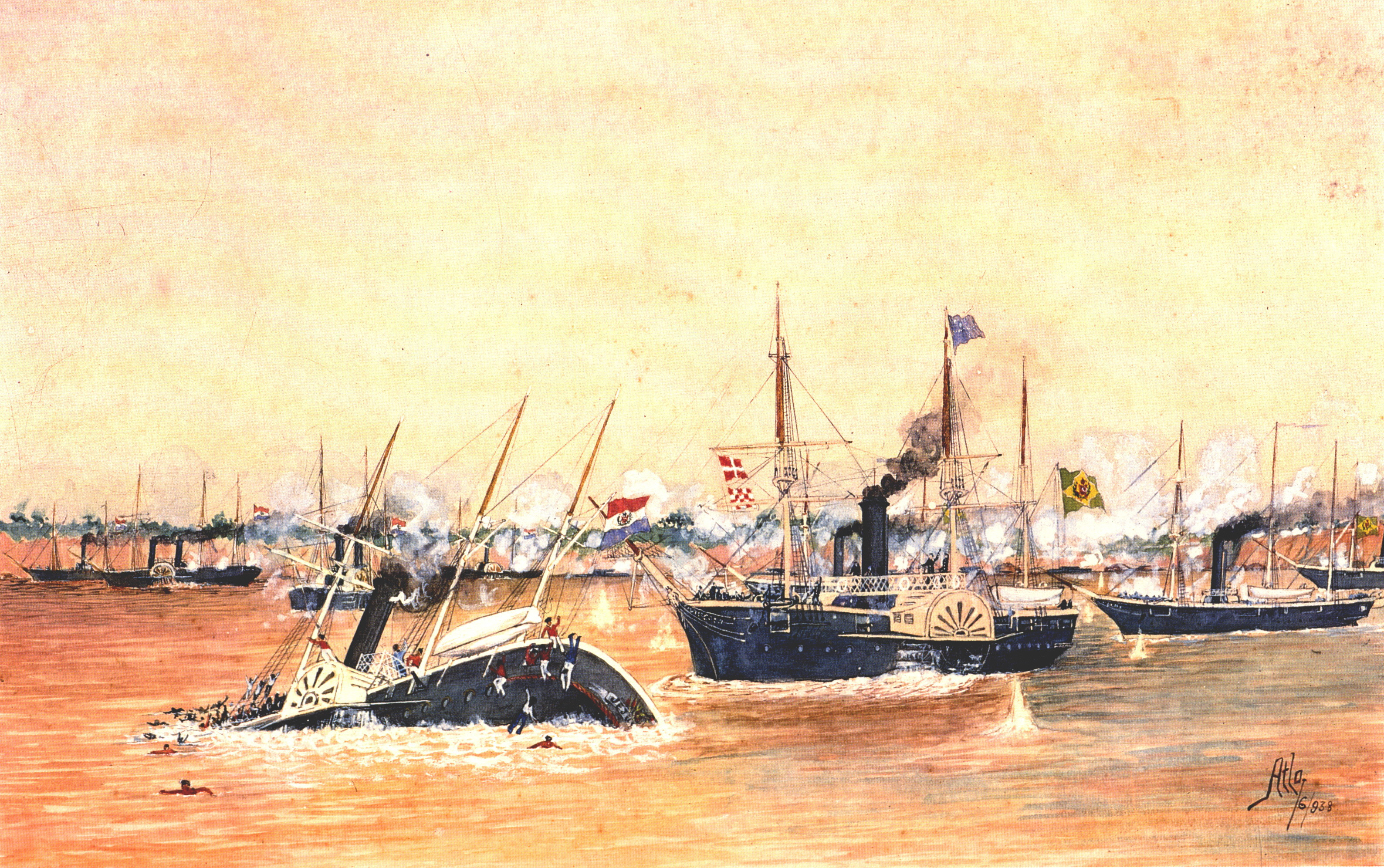
Momento decisivo da batalha naval do Riachuelo quando Barroso põe a pique o Jejuí (aquarela do Almirante Trajano Augusto de Carvalho).
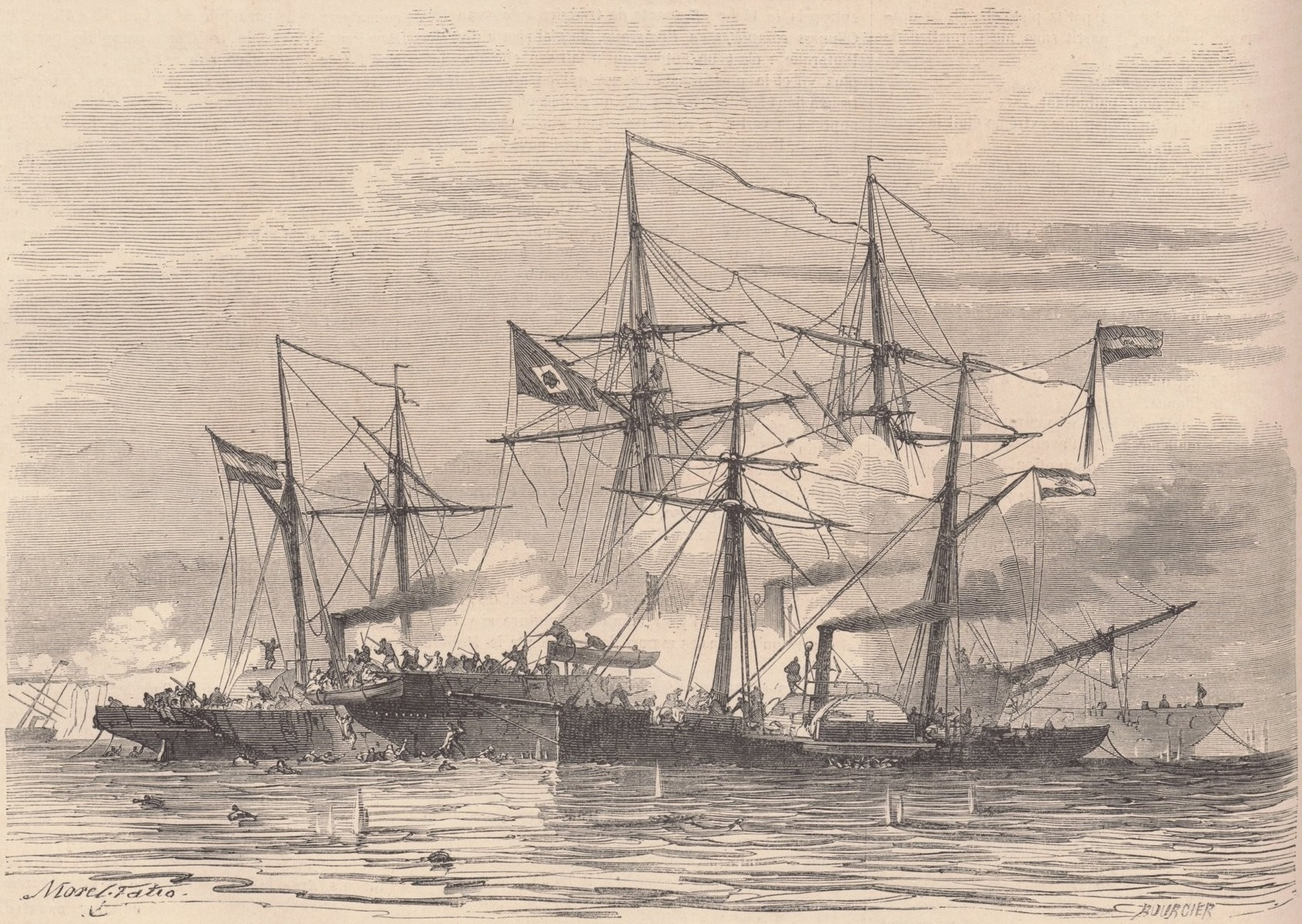
O Parnaíba sofre o choque de três vapores paraguaios (por Morel-Fatio e Bourcier, publicado em Le Monde illustré, 1865).
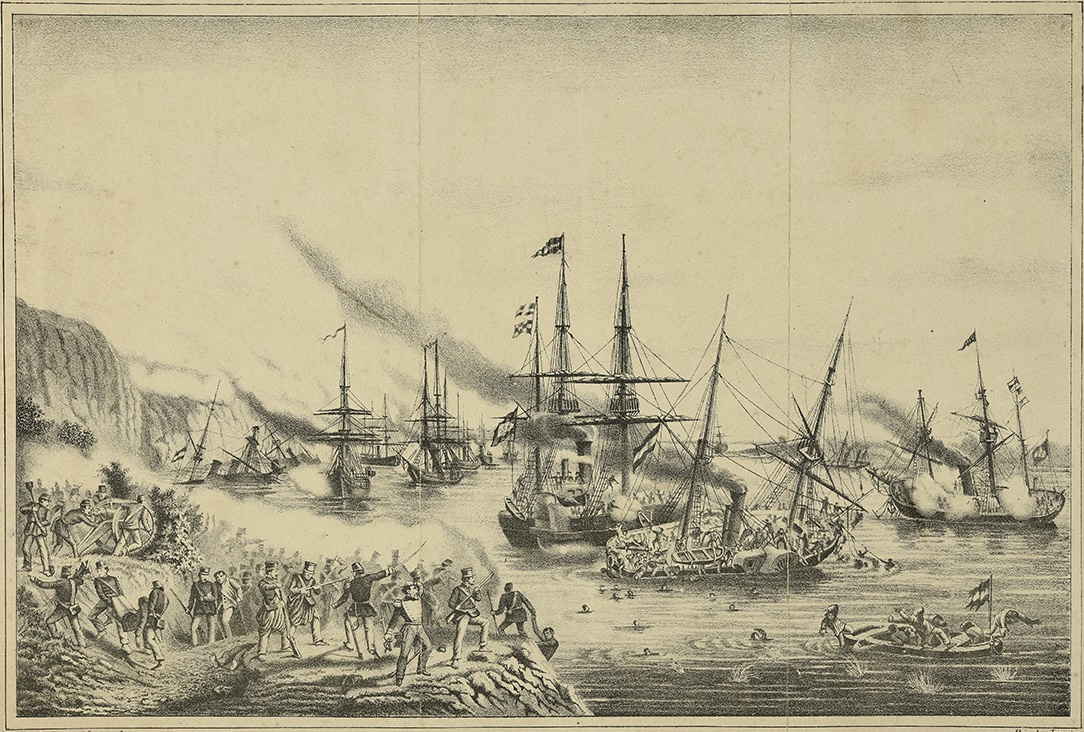
Combate Naval no Riachuelo em 11 de junho de 1865.
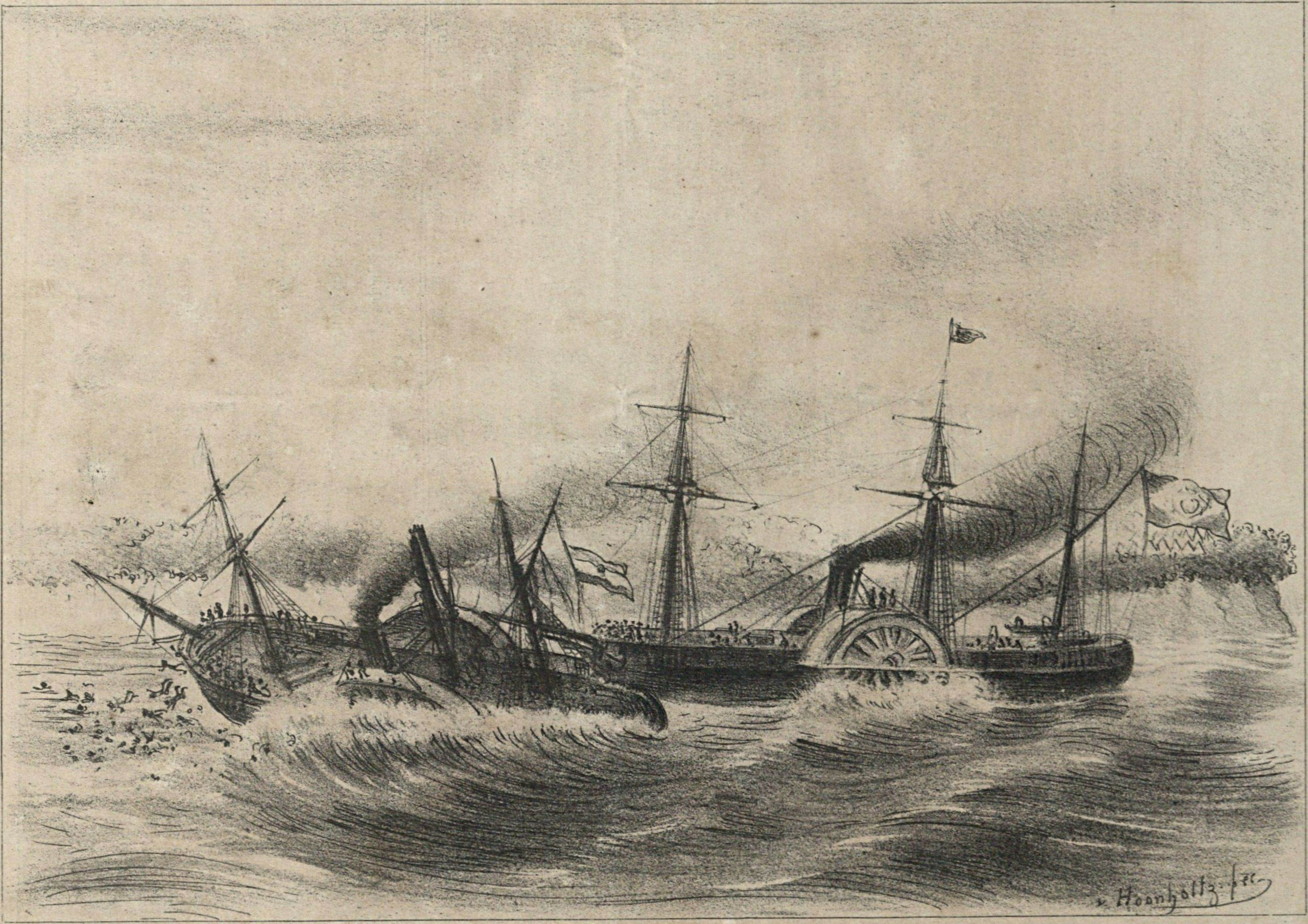
A Fragata Amazonas com o pavilhão do Chefe Barroso e comandada pelo Capitão de Fragata, Brito, pondo a pique um vapor (gravura de von Hoonholtz, publicada em Semana Ilustrada, 1865).
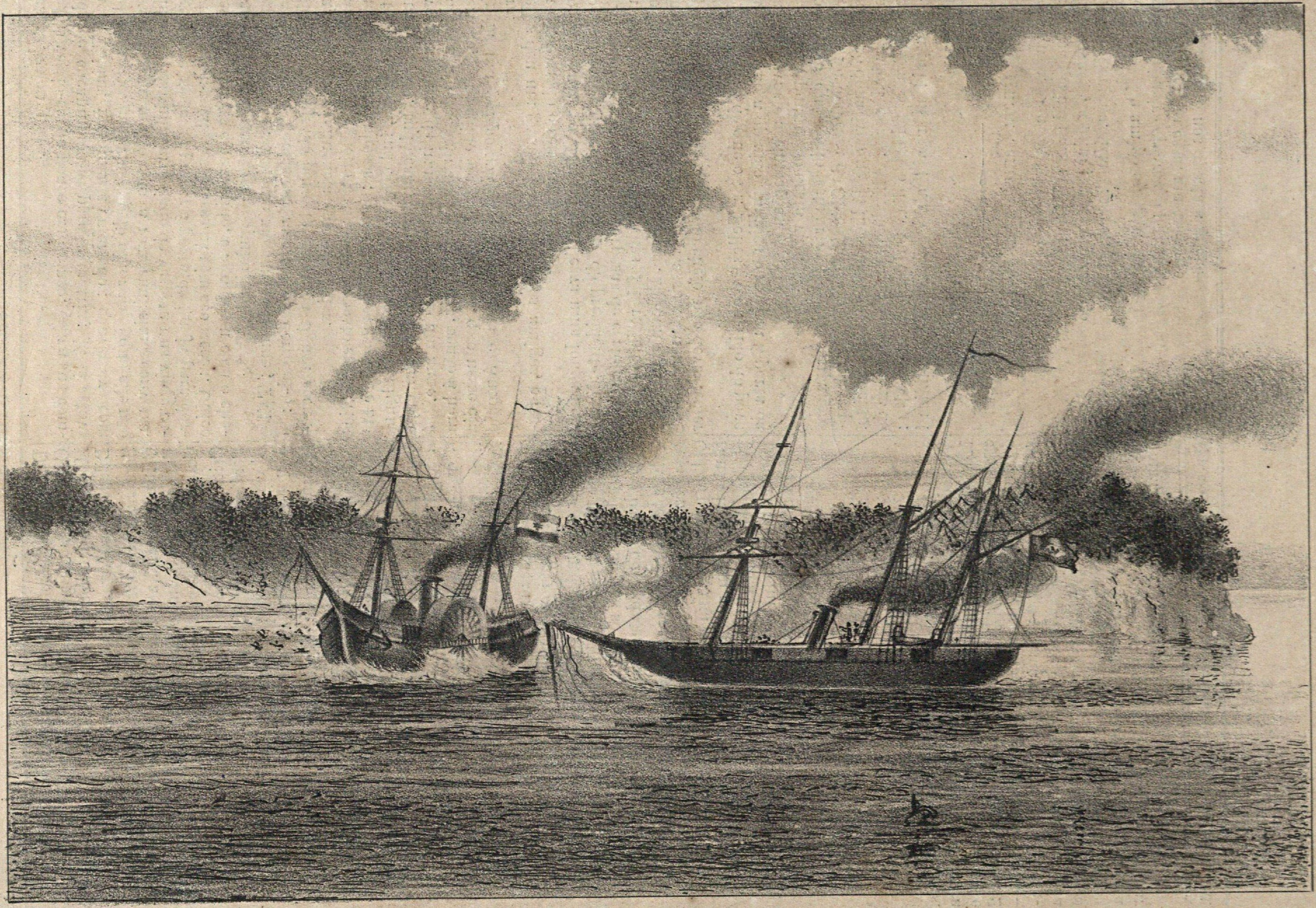
O Vapor Ipiranga, comandado por Álvaro de Carvalho, abalroa e incendeia o vapor de guerra paraguaio Saltó (16 horas do dia 11/06/1865) (gravura de von Hoonholtz, publicada em Semana Ilustrada, 1865).
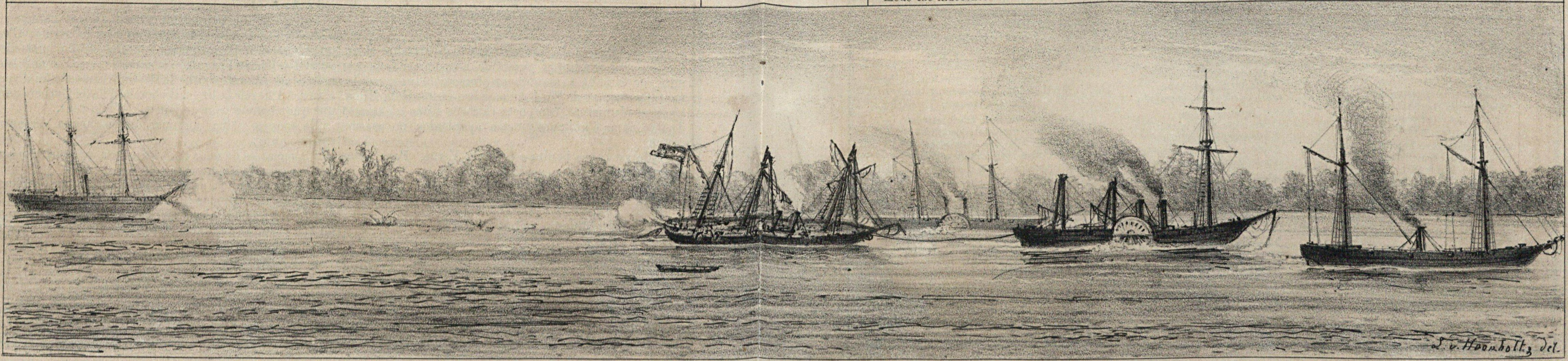
A canhoneira Araguary, comandada por Hoonholtz, perseguindo quatro vapores paraguaios (Semana Ilustrada, 1865.).
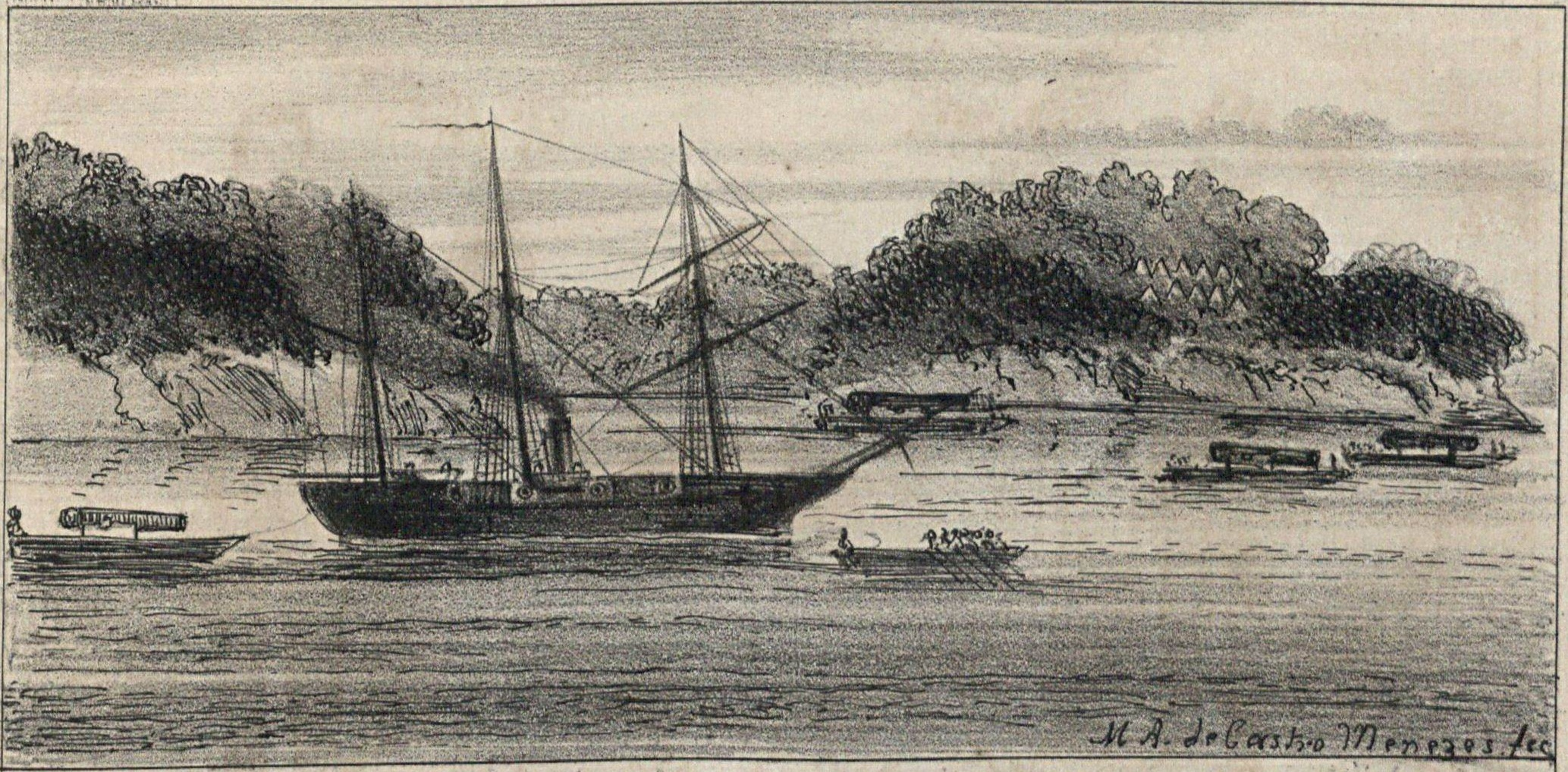
A canhoneira Araguary aprisionando chatas paraguaias na noite de 11 de junho de 1865 (M. A. de Castro Menezes, Semana Ilustrada, 1865).
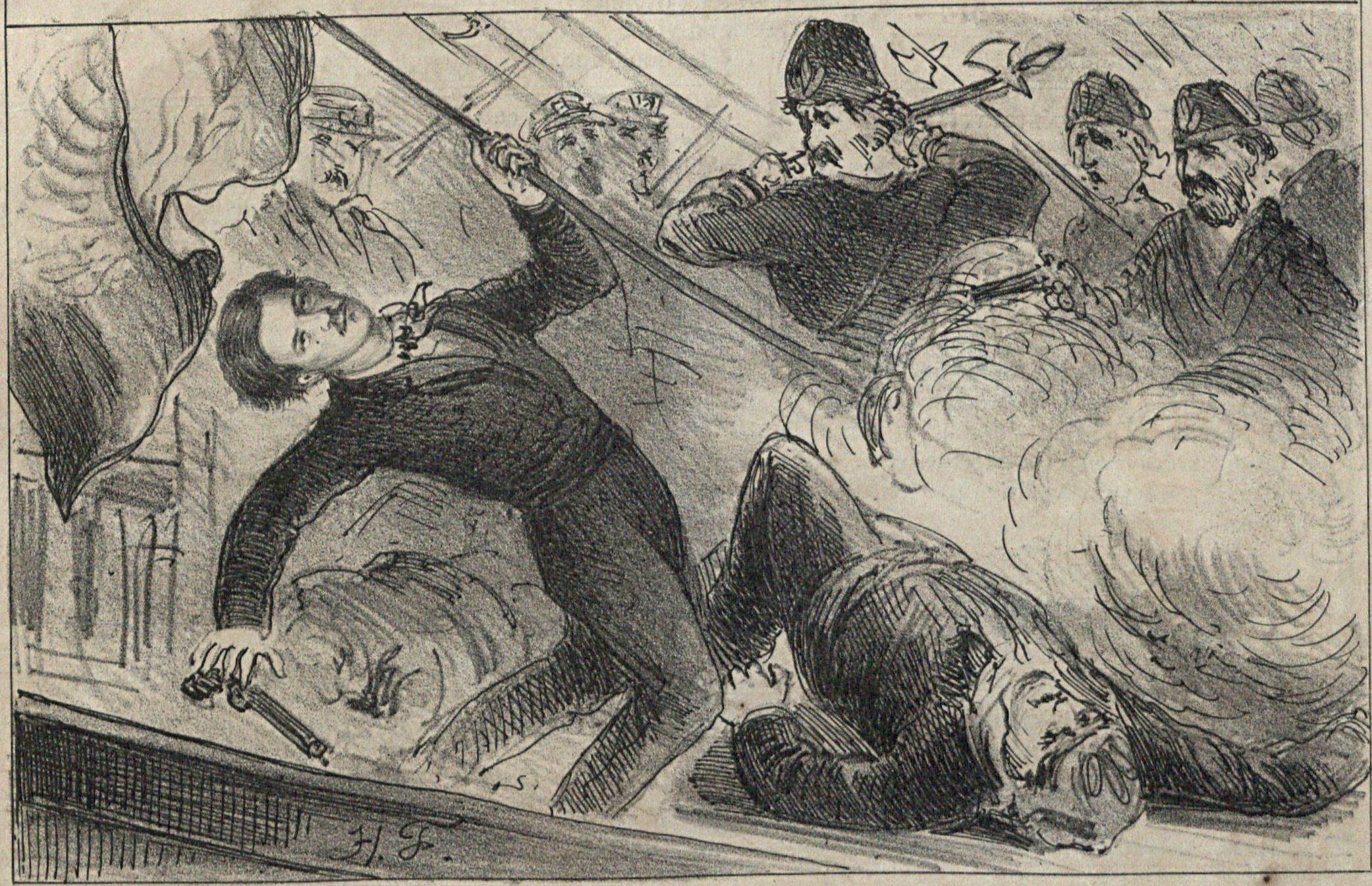
Morte do Guarda-marinha Greenhalgh em defesa do pavilhão brasileiro (Semana Ilustrada, 1865).
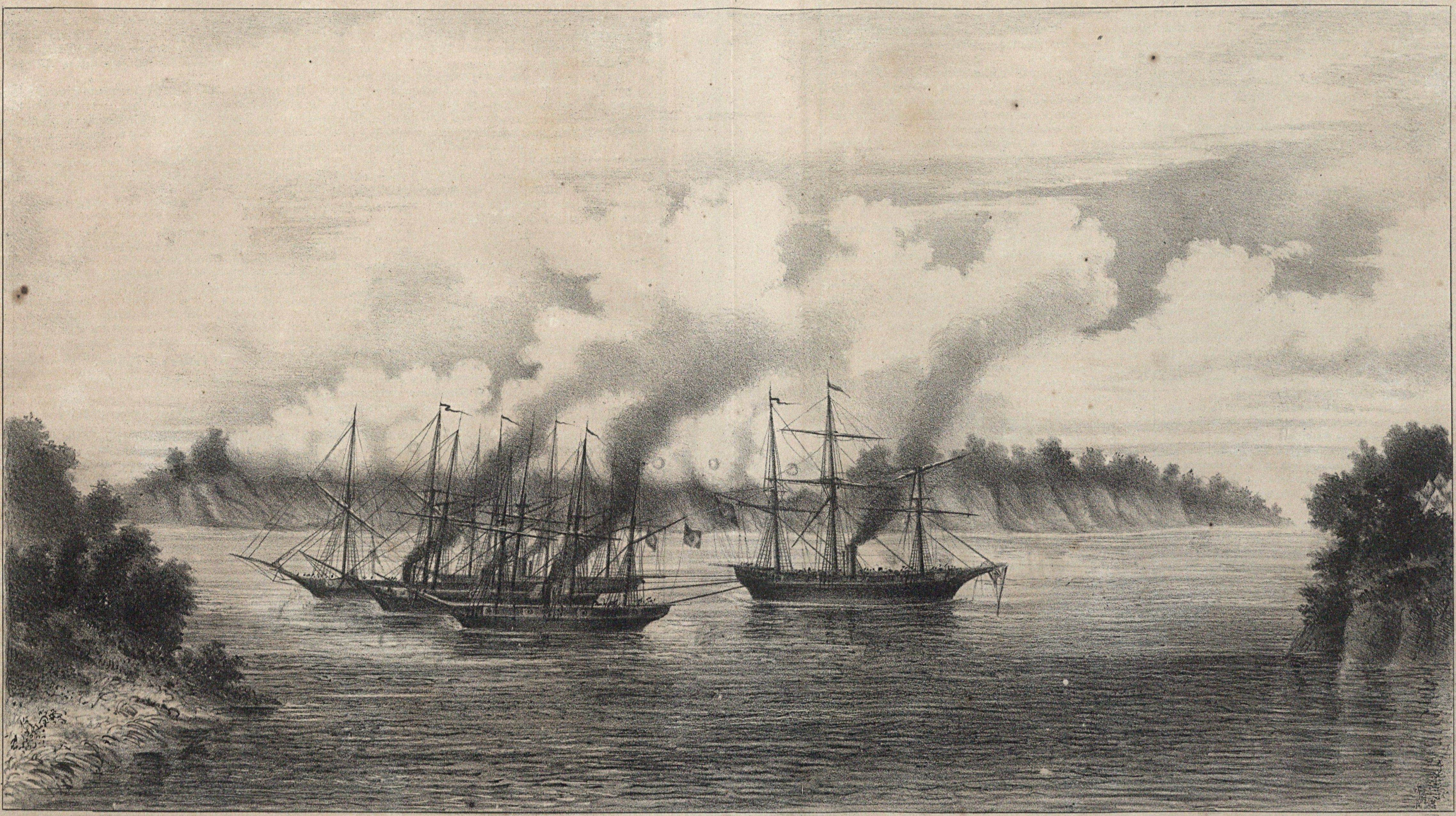
Os vapores Ipiranga (com. Álvaro de Carvalho), Mearim (com. Barbosa), Araguari (com. Hoonholtz) e Iguatemi (com. Coimbra), trabalhando para desencalhar o Jequitinhonha (Henrique Fleiuss, Semana Ilustrada, 1865).
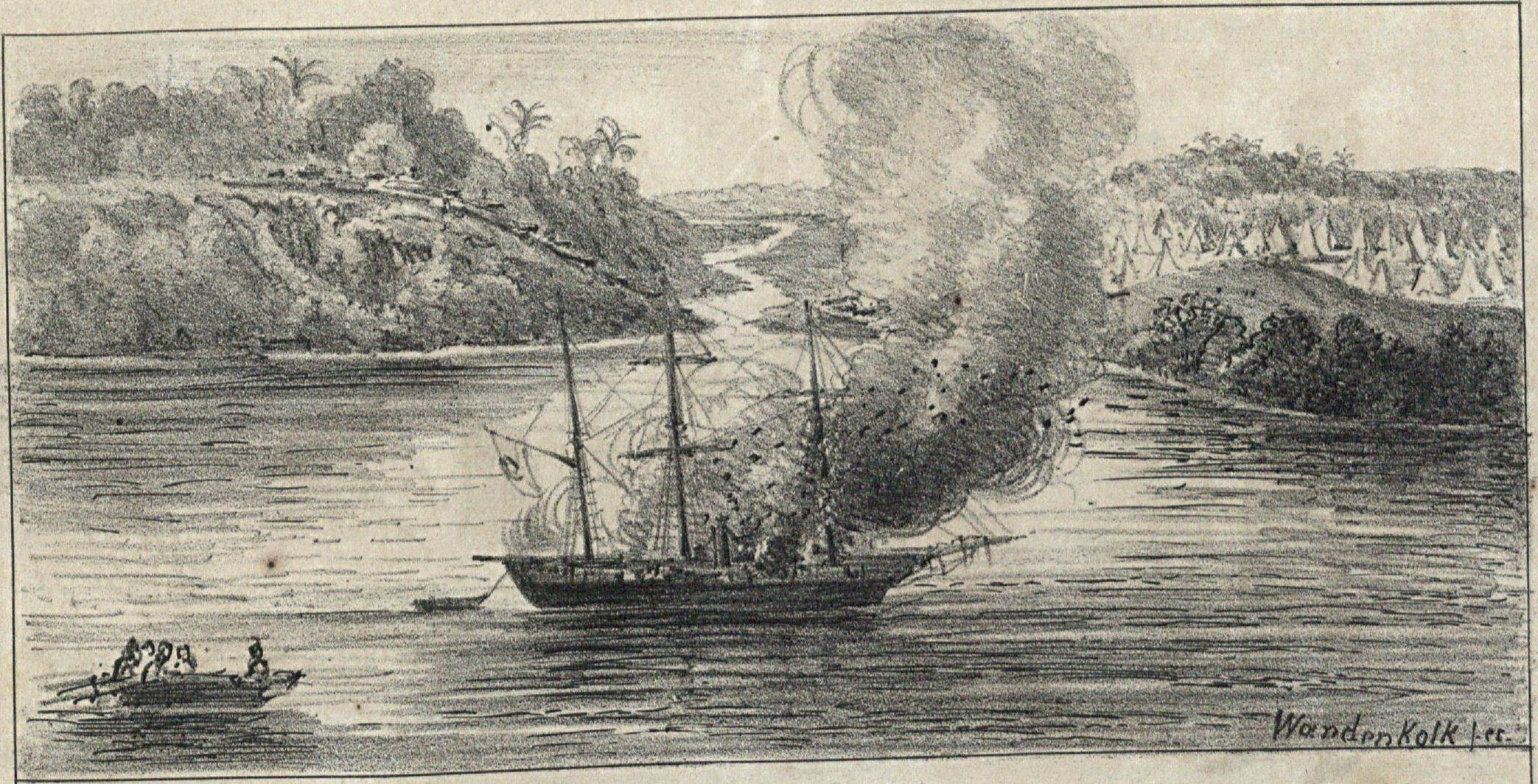
O vapor Jequitinhonha, incendiado pelo guardião do Amazonas, Pedro Tape (Semana Ilustrada, 1865).
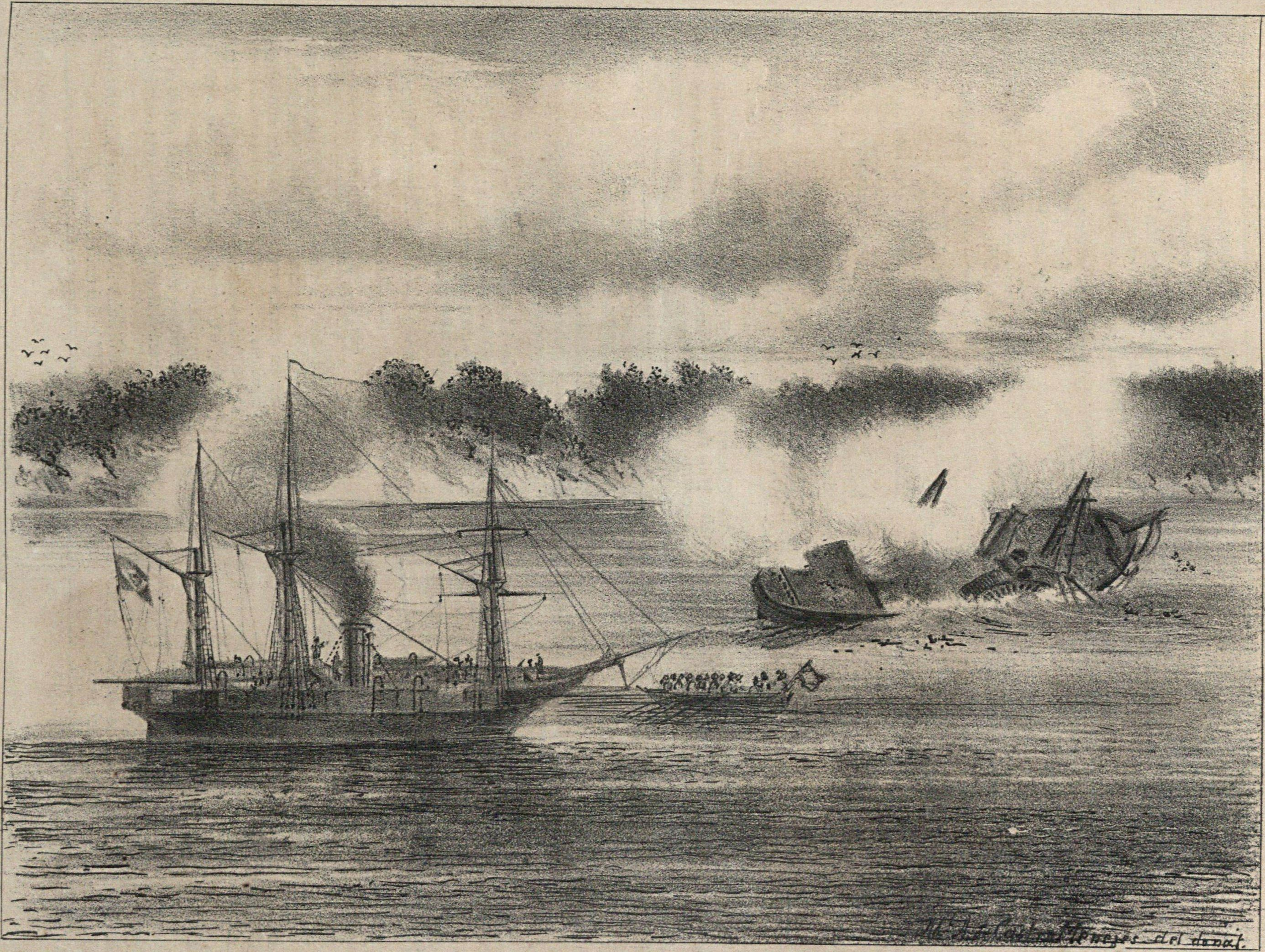
A canhoneira Araguary, comandada por Hoonholtz, incendiando o vapor Marquês de Olinda (Semana Ilustrada, 1865).
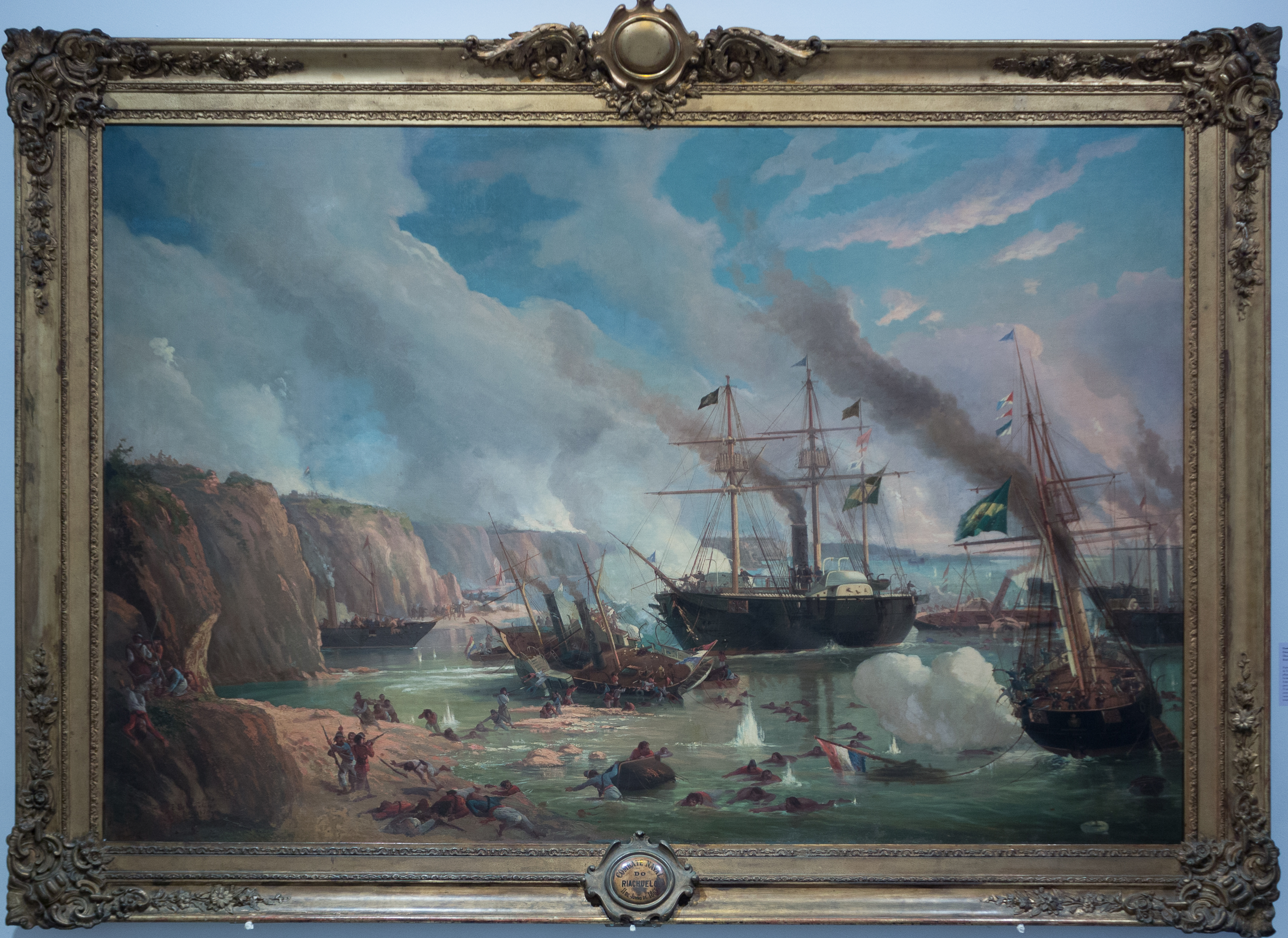
Quadro de Eduardo de Martino retratando a Batalha do Riachuelo.
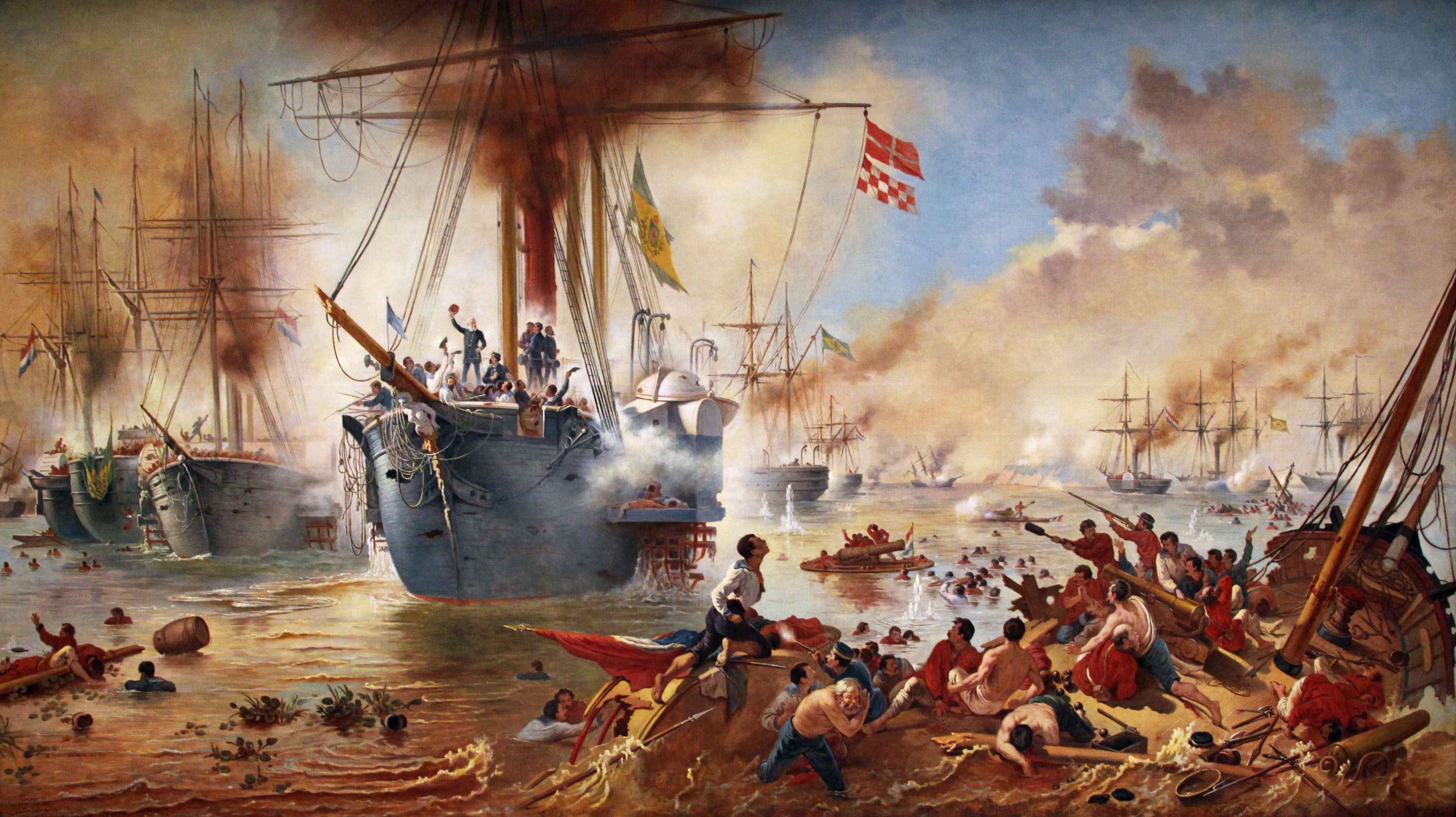
Cópia do quadro Combate Naval do Riachuelo, de Victor Meirelles, por Oscar Pereira da Silva.
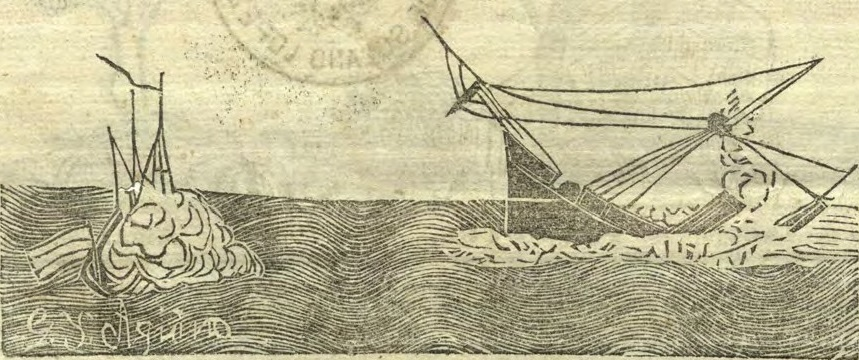
Ações de 11 e 13 de junho (Cabichuí, 1867).